# Daniel Constantin
Daniel Constantin (ur. 26 czerwca 1978 w Pitești) – rumuński polityk i urzędnik państwowy, z wykształcenia zootechnik, minister oraz wicepremier.

## Życiorys
W 2002 ukończył studia z zakresu zootechniki na Uniwersytecie Nauk Rolniczych i Medycyny Weterynaryjnej w Bukareszcie. W 2004 na tej samej uczelni został absolwentem zarządzania. Pracował na różnych stanowiskach w administracji rządowej. W 2009 został koordynatorem Partii Konserwatywnej ds. europejskich, a w 2010 przewodniczącym tej partii. W 2012 uzyskał mandat posła do Izby Deputowanych. W tym samym roku w obu rządach Victora Ponty otrzymywał nominację na urząd ministra rolnictwa i rozwoju wsi, a w 2014 został dodatkowo wicepremierem. W czwartym gabinecie tegoż premiera powołanym również w 2014 objął wyłącznie tekę ministra w dotychczasowym resorcie. W 2015 został współprzewodniczącym Sojuszu Liberałów i Demokratów powstałego z połączenia Partii Konserwatywnej i Partii Liberalno-Reformatorskiej. W listopadzie 2015 zakończył urzędowanie na stanowisku rządowym. W 2016 utrzymał mandat deputowanego na następną kadencję. W styczniu 2017 powrócił do rządu jako wicepremier i minister środowiska w gabinecie Sorina Grindeanu. W marcu 2017 został zdymisjonowany przez premier, gdy utracił rekomendację swojego ugrupowania. Zakończył urzędowanie w następnym miesiącu.
W maju 2017 wykluczono go z szeregów ALDE. W tym samym miesiącu był jednym z inicjatorów powołania ugrupowania PRO Rumunia, wchodząc w skład jego ścisłego kierownictwa. W listopadzie 2019 opuścił tę partię, powodem było poparcie przez niego wbrew stanowisku ugrupowania nowego rządu, na czele którego stanął Ludovic Orban. W styczniu 2020 przystąpił do kierowanej przez premiera Partii Narodowo-Liberalnej. W tym samym roku z listy PNL ponownie wybrany do Izby Deputowanych, w której zasiadał do 2024.